# Orthetrum brevistylum
Orthetrum brevistylum – gatunek ważki z rodziny ważkowatych (Libellulidae). Występuje w Afryce od Wybrzeża Kości Słoniowej i Nigerii po wybrzeże Morza Czerwonego, ponadto w Azji – w zachodniej części Półwyspu Arabskiego.

## Taksonomia
Ważki tego gatunku były dawniej uznawane za przedstawicieli Orthetrum taeniolatum. W 1959 roku Buchholz opisał gatunek Orthetrum kollmannspergeri z Adré blisko granicy Czadu z Sudanem. Ponieważ ważki te są do siebie podobne, niektórzy autorzy potraktowali O. kollmannspergeri jako synonim O. taeniolatum. Później wykazano, że to rzeczywiście odrębny gatunek, i że należy do niego cała populacja z Afryki i zachodniej części Półwyspu Arabskiego; po wyodrębnieniu tego gatunku do O. taeniolatum zalicza się już tylko populacje z Azji i greckich wysp we wschodniej części Morza Egejskiego. Nazwa O. kollmannspergeri okazała się młodszym synonimem O. brevistylum, która wcześniej także była uznawana za synonim O. taeniolatum.